# Čimboraso
Čimboraso (orig. Chimborazo) je najvišja gora Ekvadorja, ki je del Andov z nadmorsko višino 6267 m. Zaradi »izbokline« v Zemljini skorji je 2550 m bolj oddaljena od središča Zemlje kot Mount Everest. Je stratovulkan. 

## Zemljepis
Čimboraso leži v osrednjem delu Ekvadorja v Cordilleri Occidental in 150 km jugozahodno od prestolnice Quito. Najbližji mesti sta Riobamba in Ambato. Čimboraso leži v zavarovanem območju Reserva de Produccion Faunistica Chimborazo, v katerem je zavarovan ekosistem za ohranitev habitatov avtohtonih vrst vikunje, lame in alpake.
Vrh Čimborasa je popolnoma prekrit z ledeniki. Najdaljši je na severno-vzhodni strani in je dolg skoraj 4600 m. Njegovi ledeniki so vir pitne vode za prebivalce provinc Bolivar in Chimborazo.
Čimboraso je s svojo višino 6267 m od središča zemlje najbolj oddaljena točka na površini zemlje, kar je posledica tega, da leži v bližini ekvatorja, kjer je obseg zemlje zaradi sferoidne oblike največji.

## Vulkanizem
Čimboraso je pretežno andezitno-dacitni stratovulkan. Pred približno 35.000 leti se je njegov izbruh in posledično plaz ter pepel razširil na površini vse do današnjega mesta Riobamba. Čhimboraso je nato večkrat izbruhnil v obdobju holocena, nazadnje okoli leta 550 našega štetja. Danes velja za neaktiven vulkan.

## Zgodovina osvajanja
Do začetka 19. stoletja je Čimboraso veljal za najvišjo goro na svetu, zato je bil zanimiv za alpiniste že v 17. in 18. stoletju. Leta 1802 je poskušal osvojiti vrh, med svojo odpravo v Južno Ameriko, baron Alexander von Humboldt skupaj z Aime Bonplandom in ekvadorcem Carlosom Montúfarjem. Iz zapiskov je razvidno, da so se morali obrniti na 5875 m zaradi višinske bolezni. Leta 1831 je Jean Baptiste Boussingault in polkovnik Hall dosegel novo najvišjo točko 6006 m. Leta 1880 so se na vrh Čimborasa prvič povzpeli Edward Whymper in brata Louis in Jean-Antoine Carrel. Ker je bilo veliko kritik in dvomov, da je Whymper dosegel vrh, se je kasneje istega leta ponovno povzpel na vrh skupaj z Ekvadorcema Davidom Beltranom in Franciscom Campana.
Vzponi na Čimboraso so zelo priljubljeni, za kar so zaslužne tudi planinske koče na višinah okoli 5000 m do katerih pripeljejo ceste in so dostopne z vozilom. Najprimernejši čas za vzpon je v mesecih december-januar in julij-avgust. Do koč Carrel Hut (4850 m) in Whymper Hut (5000 m) se pripelje iz Riobambe.
- Sloji peska in vulkanskega pepela v okolici vulkana Čimboraso, Ekvador
- Planotasta pokrajina na višini okoli 4500 m
- Eden od ledenikov na pobočju Čimborasa
- Tudi kolesarjenje je razvito
- Planinska koča